# Papyrus 12
- Papyrus
- Onciale
- Minuscules
- Lectionnaire

Le Papyrus 12 ({\displaystyle {\mathfrak {P}}}12) est une copie du Nouveau Testament en grec, réalisée sur un rouleau de papyrus au IIIe siècle (probablement entre 285 et 300).
{\displaystyle {\mathfrak {P}}}12 a été découvert par Bernard Pyne Grenfell et  Arthur Surridge Hunt à Oxyrhynque en Égypte. Le manuscrit a été examiné par Grenfell et Hunt.
Il est actuellement conservé à la Bibliothèque et musée Morgan (Pap. Gr. 3; P. Amherst 3b),.
Le texte présent est de l'Épître aux Hébreux (1,1).
Ce texte est de type alexandrin. Kurt Aland le classe en Catégorie I.
Texte:
πολυμερως κ πολυ[τρο]πως
παλε ο θς λαλήσ[α]ς το[ις π]ατρα
σ[ι] ημ[ω]ν εν τοις προ[φηταις] 
{\displaystyle {\mathfrak {P}}}12 est écrit sur le verso du rouleau. Le recto contient des parties du texte de Livre de la Genèse 1, 1-5, écrite vers l'an 200.